# FANTOIR
Le FANTOIR, ou Fichier annuaire topographique initialisé réduit, anciennement fichier RIVOLI (Répertoire informatisé des voies et lieux-dits), est un fichier (au sens administratif du terme) français listant, par commune, les voies, lieux-dits et ensembles immobiliers.
Il est produit et utilisé par la Direction générale des Finances publiques pour l'édition et l'émission des feuilles d'impôts. Sa mise à jour est trimestrielle.
Le FANTOIR se présente généralement comme un volumineux fichier texte de plus de 8 millions de lignes (dans sa version de janvier 2020). Chaque ligne représente un lieu : une commune, une voie, ou dans la majorité des cas un lieu-dit.
Le fichier disparaît en juillet 2023 au profit du fichier TOPO.

## Évolution
Le fichier FANTOIR est devenu accessible gratuitement et sous licence ouverte après l'entrée en application de l'arrêté du 16 mai 2011 relatif aux conditions de rémunération des prestations cadastrales rendues par la Direction générale des Finances publiques (DGFiP), texte venant transposer la directive Inspire de 2007. La Direction générale des Finances publiques met ainsi à disposition le fichier national et les fichiers départementaux (regroupés par région) en téléchargement libre.
Avant cette réforme, il était accessible contre rémunération sur demande auprès d'un centre des impôts fonciers. 
Le fichier FANTOIR est utilisé par la plupart des ministères, ainsi que d'anciennes entreprises publiques, telle qu'Orange. La Poste utilise son propre fichier, dénommé Hexavia ; bien qu'élaboré dans les mêmes conditions juridiques que FANTOIR, il est cependant commercialisé.
Ce fichier est également exploité pour permettre aux contributeurs du projet OpenStreetMap de compléter sur le territoire français les voies de circulation manquantes et les toponymes manquants pour ces voies ou les lieux-dits. Une analyse est réalisée par comparaison des données présentes dans OpenStreetMap et dans les listes issues du fichier FANTOIR.

## Disparition
En février 2023, l'État français annonce via sa plateforme data.gouv.fr la disparition du fichier FANTOIR en juillet 2023. Il est remplacé par le fichier TOPO. 